# Gootchie
 (août 2020).
Gootchie est une localité de la région côtière du Fraser, dans le Queensland, en Australie. Lors du recensement de 2016, Gootchie comptait 96 habitants.